# Ратомир Дујковић
Ратомир Дујковић (24. фебруар 1946, Борово) је фудбалски тренер и бивши фудбалски голман.

## Каријера

### Играчка каријера
Одрастао је и детињство провео у Борову селу, где га је као врло талентованог дечака који је бранио за ОШ "Иван Горан Ковачић" запазио Јосип Кезди, некадашњи голман НК Борово. У том клубу је и започео фудбалску каријеру, да би врло брзо наставио у НК Осијек.
До 1962. био је у Осијеку, а затим одлази у Београд, у редове Црвене звезде. У Звезди је провео осам година (1966–1974), бранио на 442 утакмице (201 у првенству, 37 у евро-такмичењима). Бранио је у чувеној екипи Миљана Миљанића, у којој су, између осталог, били и Драган Џајић, Куле Аћимовић, Караси и која је 1971. године стигла до полуфинала Купа европских шампиона. Налази се на 8. месту вечне листе клуба по броју мечева у Европи и на 12. по укупном броју утакмица. Са Звездом је освојио 4 првенства и 3 купа.
Након Звезде прелази у Реал Овиједо (1974), где проводи три године. Након тога, враћа се у Осијек, где је бранио пуне три сезоне (1977–1980), да би последње две сезоне провео у Галеници (1980–1982), где је и завршио каријеру.
За репрезентацију Југославије је наступао 4 пута. Дебитовао је 21. априла 1971. године против Румуније (0:1), а последњи меч одиграо је 27. октобра исте године против Луксембурга (0:0).

### Тренерска каријера
Тренерску каријеру је почео тамо где је и завршио играчку, у екипи Галенике. Неколико сезона је покушавао да Галенику, са тренерске клупе, врати међу прволигаше након испадања 1983. али у изузетно јаком такмичењу, какво је тада била Друга савезна лига, није у томе успевао.
Године 1987. прихвата позив Црвене звезде и обавља дужност тренера голмана пуних 5 сезона, изузимајући једну када је асистирао Гојку Зецу у Уједињеним Арапским Емиратима. Био је члан стручног штаба "црвено-белих" који је 1991. освојио Куп европских шампиона.
Од 1992. до 1995. је био селектор репрезентације Венецуеле. Од 1996. до 1997. је водио репрезентацију Мјанмара, а након тога се вратио у Венецуелу и водио Атлетико Зулију, Универзидад Лос Андес и Естудијантес Мериду.
Био је члан стручног штаба репрезентације СР Југославије на Европском првенству 2000. у Белгији и Холандији.
Од 2001. до 2004. је био селектор Руанде. Са овом малом земљом остварује сјајан резултат пласманом на Куп афричких нација 2004. године, што је и прво учешће Руанде на овом континенталном такмичењу.
Од 2004. до 2006. је био селектор Гане. Одвео је Гану по први пут у историји на Светско првенство. Са њима је на Мундијалу 2006. стигао до осмине финала где су елиминисани од Бразила (0:3). Од 2006. до 2008. је био тренер олимпијске репрезентације Кине.
У лето 2009. постављен је за селектора младе репрезентације Србије. Након што млада селекција није успела да се пласира на завршни турнир шампионата Европе 2011. у Данској, поднео је неопозиву оставку.